# Гавриїл Великошапка
Гавриїл Великошапка — ігумен Георгіївського Данівського монастиря.

## Життєпис
Гавриїл Великошапка був економом Київської кафедри. 
Був призначений настоятелем Георгіївського монастиря 14 жовтня 1740 року. 
Гавриїл був діяльним господарем монастиря: продовжував розпочате його попередником Феофаном Степанським будівництво кам'яної церкви Святого Георгія «за планом і фасадом храму Київського Флорівського монастиря». 
Великошапка бачив, що, у зв'язку із бідністю, Козелецький монастир не в змозі сам відбудувати новозакладену церкву, тому ходатайствував у Київського митрополита Рафаїла і той виписав грамоту на отримання грошей «від боголюбивих подаятелів». 
Гавриїлу вдалося залучити таку меценатку, як російська імператриця Єлизавета Петрівна, що завжди сприяла батьківщині свого фаворита Олексія Розумовського. 
Імператриця виділила 2000 рублів (дуже суттєву в ті часи суму); також великий князь Петро ІІІ пожертвував 500 рублів. 
Гавриїл зумів залучити інші пожертви; зокрема, він переконав Київського полковника Юхима Дарагана (з роду Дараганів), аби той вилив для Козелецького монастиря «суботній дзвін». 
Гавриїл помер у 1750 і не встиг довести до кінця будівництво Георгіївської церкви.
Однак праця його не пропала дарма і Георгіївський Данівський монастир функціонує й зараз.